# Wassili Iwanowitsch Baran
Wassili Iwanowitsch Baran (russisch Василий Иванович Баран; * 19. April 1954 in Moskau, Sowjetunion; † 10. August 2015 in Fulda, Deutschland) war ein russischer Handballspieler.

## Karriere
Wassili Baran spielte von 1978 bis 1985 für den russischen Armeeklub ZSKA Moskau, mit dem er 1978, 1979, 1980, 1982 und 1983 die sowjetische Meisterschaft gewann. Im Europapokal der Landesmeister 1982/83 reichte ZSKA nach einer 15:19-Heimniederlage gegen den VfL Gummersbach ein 14:13-Auswärtssieg nicht zum Titelgewinn. Im Europapokal der Pokalsieger 1984/85 unterlag er im Finale dem FC Barcelona nach einem 30:23 zu Hause und einem 20:27 auswärts aufgrund der Auswärtstorregel.
1994 wechselte er zum deutschen Verein SC Borussia 04 Fulda, dem er bis 2000 als Spieler treu blieb.
Für die sowjetische Nationalmannschaft bestritt er neun Länderspiele, in denen er fünf Tore erzielte. 1979 gewann er mit der Auswahl den World Cup in Schweden. Als Mitglied der Streitkräfte gewann er mehrfach die Spartakiade der befreundeten Armeen.